# Werner Neugebauer (Politiker, 1922)
Werner Neugebauer (* 27. August 1922 in Burgstädt; † 24. November 1990 in Berlin) war ein deutscher SED-Funktionär. Von 1955 bis 1963 war er Leiter der Abteilung Volksbildung beim Zentralkomitee (ZK) der SED.

## Leben
Neugebauer, Sohn eines Webers und einer Hausfrau, absolvierte nach der Volksschule in Chemnitz eine Lehre als Schriftsetzer und arbeitete als Geselle in Burgstädt. Von Februar bis Oktober 1941 wurde er als Arbeitsmann zum Reichsarbeitsdienst eingezogen. Im Januar 1942 wurde Neugebauer Soldat der Wehrmacht und geriet zum Kriegsende als Obergefreiter in britische Gefangenschaft, in der er bis zum September 1945 in Schleswig-Holstein verblieb.
Aus der Gefangenschaft zurückkehrend, arbeitete er zunächst wieder als Schriftsetzer in Westsachsen. Da im Zuge der Entnazifizierung in der SBZ auch viele Neulehrer gesucht wurden, nahm auch Neugebauer dieses Angebot wahr. Er war zunächst Lehrer an Grundschulen in Burgstädt und Taura. Später leitete er eine Schule in Lunzenau und die „Ernst-Schneller-Grundschule“ in Burgstädt. Im Februar 1946 wurde Neugebauer Mitglied der Sozialdemokratischen Partei Deutschlands (SPD) und im April 1946 der SED. Er legte berufsbegleitend 1948 und 1949 die Erste und die Zweite Lehrerprüfung ab.
Von 1949 bis 1950 war Neugebauer Vorsitzender des Kreisvorstandes der Gewerkschaft der Lehrer und Erzieher im Kreis Rochlitz. 1952 wurde er zum Kreisschulrat des Kreises Chemnitz-Land berufen. 1953 wechselte er zum Rat der Stadt Chemnitz bzw. Karl-Marx-Stadt in den Bereich Volksbildung. Nach einer Zwischenstation bei der SED-Bezirksleitung Karl-Marx-Stadt als Sekretär für Erziehung und Wissenschaft von März 1954 bis Februar 1955 wurde er 1954 Mitglied des ZK der SED (bis 1981) und ab 1955 hauptamtlicher Mitarbeiter beim ZK. Von März 1955 bis 1957 war er Leiter der Abteilung für Allgemeinbildende Schulen und von 1957 bis 1963 Leiter der Abteilung Volksbildung im ZK. Im Februar 1963 wurde er als Mitglied in die SED-Bezirksleitung Berlin kooptiert und stellvertretender Leiter der Ideologischen Kommission bzw. Leiter der Abteilung Volksbildung und Wissenschaft der SED-Bezirksleitung. Von 1982 bis zur friedlichen Revolution 1989 war Neugebauer Präsident der Freundschaftsgesellschaft DDR-Spanien. Ab 1985 war er auch Mitglied der Zentralen Kommission zur Betreuung alter verdienter Parteimitglieder der SED.

## Auszeichnungen
- 1960 Ehrentitel „Verdienter Lehrer des Volkes“
- 1964 Verdienstmedaille der DDR
- 1970 Vaterländischer Verdienstorden in Silber und 1981 in Gold
- 1979 Orden Banner der Arbeit Stufe I
- 1987 Orden Stern der Völkerfreundschaft in Silber

## Schriften
- Die Politik der Partei bei der weiteren Entwicklung der polytechnischen Oberschulen in der DDR. Parteihochschule „Karl Marx“ beim ZK der SED, Berlin 1962, DNB 366935585.